# Chimariko
Le chimariko est une langue isolée  parlée aux États-Unis, en Californie. Le chimariko est rattaché à l'hypothétique groupe des langues hokanes.
La langue est éteinte. D'après Ethnologue.com, le dernier locuteur du chimariko serait mort vers 1950.

## Sources
- (en) Crawford, James M., A Comparison of Chimariko and Yuman, in Hokan Studies, Papers from the First Conference on Hokan Languages, La Haye, Mouton, 1976  (ISBN 90-279-3124-0)